# Lawrence Arcouette
Pour les articles homonymes, voir Arcouette.
 (juillet 2015).
Si vous disposez d'ouvrages ou d'articles de référence ou si vous connaissez des sites web de qualité traitant du thème abordé ici, merci de compléter l'article en donnant les références utiles à sa vérifiabilité et en les liant à la section « Notes et références ».
Lawrence Arcouette est un acteur, photographe et entrepreneur québécois, né le 18 décembre 1983 à Montréal au Québec[réf. nécessaire].

## Biographie
Lawrence Arcouette commence sa carrière à l'écran à l'âge de 10 ans[réf. nécessaire], après avoir été invité à passer une audition.
En 1996, il devient célèbre à l'âge de 13 ans grâce à son interprétation du personnage d'Arthur Read dans la série animée du même nom. L'année suivante, son rôle de Julien Lecompte dans Les Orphelins de Duplessis lui a valu une nomination au gala des prix Gémeaux dans la catégorie « meilleure interprétation masculine ».
En 2001, il fut récompense par le YOUTH TV Achievement Award pour l'ensemble de sa carrière[réf. nécessaire] dans la catégorie « art dramatique ».
Il a doublé plus d'une centaine de films et prêté sa voix à tout autant de publicités[réf. nécessaire].
Depuis 2010, il est conférencier pour les jeunes[réf. nécessaire].
En 2014, après plus de 7 ans comme photographe où il a notamment travaillé pour TVA Publications, il crée l'entreprise Arcouette & Co[réf. nécessaire].

## Filmographie
- 1994 : René Lévesque
- 1995 : 4 et demi : Marc-André
- 1995-1996 : Urgence - saisons 1 et 2 : Sébastien
- 1996 : Le Retour : Maurice Landry, jeune
- 1996 : Ces Enfants d'ailleurs
- 1999 : Les Orphelins de Duplessis
- 1997-1999 : Bouscotte : Marcellin
- 1998 : Convenances et Connivences : Jean-Charles
- 1998 : Captive : Billy Hunter
- 1998 : The Secret Adventures of Jules Verne : The Goat Watcher
- 1999 : Tag : Kevin Jobin
- 1997 : La Courte échelle : Charli
- 2000 :  Histoires de filles : Jacquot
- 2002 : Le Collectionneur : Grégoire
- 2002-2009 : Ramdam : Antonin Mongeau
- 2001 : Tribu.com : Axel
- 2000 : Tag - L'Épilogue : Kevin Jobin
- 2003-2004 : Ce soir, on joue : comédien invité
- 2004 : Caméra Café : Sébastien
- 2006-2009 : Virginie : Étienne Paquet
- 2010 : La Run
- 2011 : Pour l'amour de Dieu : Jacques

## Doublage
- Arthur : Arthur Read (saisons 1 à 3 uniquement)
- Belphégor : Raphaël
- Casper et Wendy : Casper
- Dany, le chat superstar : Pudge
- Independence Day : Dylan Dubrow
- Le Livre de la jungle 2 : Junior
- Les Enfants loups, Ame et Yuki : Ame
- Pourquoi pas Mimi ? : Vincent Martin
- T'choupi et Doudou : Pilou